# Tứ tấu đàn dây, Op.50 (Haydn)
Tứ tấu đàn dây, Op. 50 (Hob. III/44–49, L. 36–41), là một tác phẩm sáng tác năm 1787 của nhà soạn nhạc Joseph Haydn. Bộ sáu tác phẩm tứ tấu này được sáng tác dành tặng cho Vua Friedrich Wilhelm II của Phổ. Vì lý do này, bộ tác phẩm thường được gọi là Tứ tấu đàn dây nước Phổ. Haydn đã bán trọn bộ tác phẩm cho công ty Artaria của Viên. Công ty Artaria không hề hay biết Haydn cũng bán cho nhà xuất bản người Anh William Forster. Forster đã xuất bản tác phẩm với danh nghĩa Opus số 44 của Haydn. Các bản thảo có chữ ký của Haydn cho các bộ từ 3 đến 6 của bộ tứ tấu này được tìm thấy ở Melbourne, Úc vào năm 1982.
Mỗi tác phẩm trong số sáu tứ tấu đều có bốn chương và như thường lệ, mỗi tác phẩm đều sắp xếp các chương theo trình tự nhanh – chậm – minuet – nhanh liên tục.
Bộ tác phẩm này là bộ tứ tấu đàn dây hoàn chỉnh đầu tiên của Haydn kể từ bộ Opus 33 năm 1781. Trong khi bộ Opus 33 thích hợp cho nhu cầu nghe phổ biến và đại trà của công chúng thì bộ Opus 50 lại được sáng tác tính kỹ càng và nghiêm túc hơn. Có lẽ vì sự hàn lâm của bộ Opus 50 mà các phần khác trong bộ tác phẩm sau trưởng thành của Haydn đã nhận được nhiều sự chú ý hơn từ những người biểu diễn.

## Lịch sử
Haydn đã lên kế hoạch về những gì sẽ trở thành bộ Opus 50 trong một bức thư gửi nhà xuất bản Artaria vào năm 1784, mặc dù sau đó ông đã tạm dừng công việc sáng tác cho các bản giao hưởng Paris và Bảy lời nói cuối cùng của Chúa Kitô. Ông khởi động bộ tác phẩm mới này vào năm 1787 và bắt đầu sáng tác hai bản tứ tấu đầu tiên vào tháng 2 cùng năm. Vào tháng 4, Haydn nhận được một bức thư từ Vua Friedrich Wilhelm II của Phổ. Vị vua này khen ngợi Haydn về các bản sao của các bản giao hưởng Paris mà ông đã gửi. Bức thư kèm theo một chiếc nhẫn vàng. Haydn đã tìm cách trả ơn bằng cách dâng tặng bộ Opus 50 cho nhà vua, và Artaria đã tuân theo yêu cầu của Haydn để thực hiện điều này.

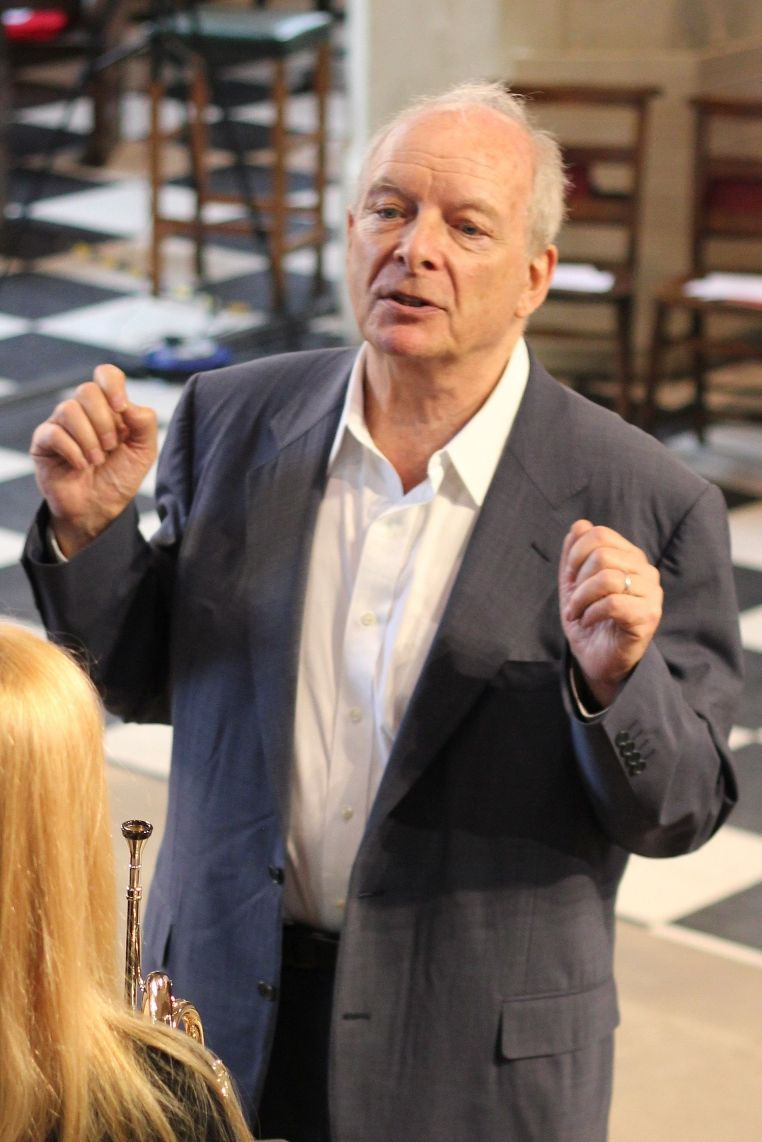
Christopher Hogwood vào năm 2014

Lịch sử xuất bản của bộ Opus 50 cho thấy một ví dụ đáng chú ý về sự thiếu chính xác về tài chính và thương mại của Haydn. Haydn vội vàng hoàn thành bộ tác phẩm vào tháng 9 năm 1787, khi ông gửi bản tứ tấu thứ năm cho Artaria. Trong khi đó vào tháng 8, ông đã gửi cho nhà xuất bản người Anh William Forster để xuất bản 6 bộ tứ tấu, rồi Forster đã xuất bản bộ này trước khi Artaria làm điều đó. Haydn đã lừa dối cả hai nhà xuất bản: việc ông bán cho Forster không được Artaria biết đến, trong khi Haydn cũng lừa cả Forster để ông tin rằng không có ai khác đã được cung cấp bộ tứ tấu này. Artaria về sau cũng đã biết về thỏa thuận Forster nhưng vẫn xuất bản bộ tác phẩm này vào tháng 12 năm 1787, với tên gọi Opus 50 của Haydn.
Năm 1982, các bản thảo gốc có chữ ký của Haydn từ các bản tứ tấu số 3 đến số 6 thuộc tác phẩm này được phát hiện tại một lễ hội tổ chức ở Melbourne, Úc, nhân kỷ niệm 250 năm ngày sinh của Haydn. Sau một buổi hòa nhạc tại lễ hội, một người phụ nữ đã đưa ra các bản thảo trong một túi nhựa mua sắm cho nhạc trưởng Christopher Hogwood xem. Một học giả chuyên nghiên cứu về Haydn tên là Georg Feder đang có một chuyến thăm Úc vào thời điểm đó, sau đó ông xác minh các bản nhạc là bản thảo gốc đích thực của bốn bản tứ tấu. Sau đó người ta mới biết rằng người phụ nữ đưa ra các bản thảo âm nhạc đã thừa kế qua nhiều thế hệ nối tiếp: từ một đại tá người Anh đã mua bản nhạc trong một cuộc đấu giá năm 1851 trước khi di cư đến New Zealand. Những người thừa kế sau viên đại tá chắc không biết rằng họ đang sở hữu phiên bản gốc duy nhất của tứ tấu dưới ngòi bút của Haydn. Đồng nghĩa với việc từ đó cho đến khi phát hiện ra sự thật năm 1982, các nhà xuất bản lâu nay đã làm việc với các ấn bản chưa hoàn chỉnh hoặc không phải là nguyên bản.

## Tổng quan
Sáu bộ tứ tấu dây của Op.50 bao gồm:
- Tứ tấu đàn dây số 36 cung Si giáng trưởng, Op. 50, số 1, Hob. III/44
- Tứ tấu đàn dây số 37 cung Đô trưởng, Op. 50, số 2, Hob. III/45
- Tứ tấu đàn dây số 38 cung Mi giáng trưởng, Op. 50, số 3 Hob. III/46
- Tứ tấu đàn dây số 39 cung Fa thăng thứ, Op. 50, số 4, Hob. III/47
- Tứ tấu đàn dây số 40 cung Fa trưởng ("Giấc mơ"), Op. 50, số 5, Hob. III/48
- Tứ tấu đàn dây số 41 cung Rê trưởng ("Con ếch"), Op. 50, số 6, Hob. III/49

Trong hai bộ tứ tấu trước của Haydn, Opus 20 ("Mặt trời") và Opus 33 ("Nga"), ông đã áp dụng nhiều cấu trúc luân phiên nhau, đặc biệt là tại các chương chậm như chương thứ hai hoặc thứ ba. Nhưng trong bộ Opus 50, mỗi bộ tứ tấu đều tuân theo cùng một trình tự nhanh – chậm – minuet – nhanh. Bộ tác phẩm này cũng được đặc trưng bởi mức độ đơn điệu cao (sử dụng một chủ đề duy nhất trong một chương). Trong một số chương, bao gồm các chương mang hình thức sonata, minuet và trio, Haydn tránh việc trình bày chủ đề thứ hai và tương phản, thay vào đó ông chọn khai phá triệt để tiềm năng của chủ đề chính.
Người được dâng tặng bộ tác phẩm, Vua Frederick William II là một nghệ sĩ cello nghiệp dư nhưng có tiềm năng. Bộ tác phẩm này chứa một số đoạn giai điệu làm nổi bật phần cello, bao gồm đoạn mở đầu của chương đầu tiên của bộ tứ tấu thứ nhất và các đoạn dạo đầu trong chương chậm của các tứ tấu số 2 và 3.

## Opus 50, số 1
Bộ tứ tấu đầu tiên được viết ở cung Si giáng trưởng, được đánh số III/44 trong danh mục Hoboken. Bốn chương bao gồm:
1. Allegro
2. Adagio non lento
3. Menuetto: Poco allegretto
4. Finale: Vivace

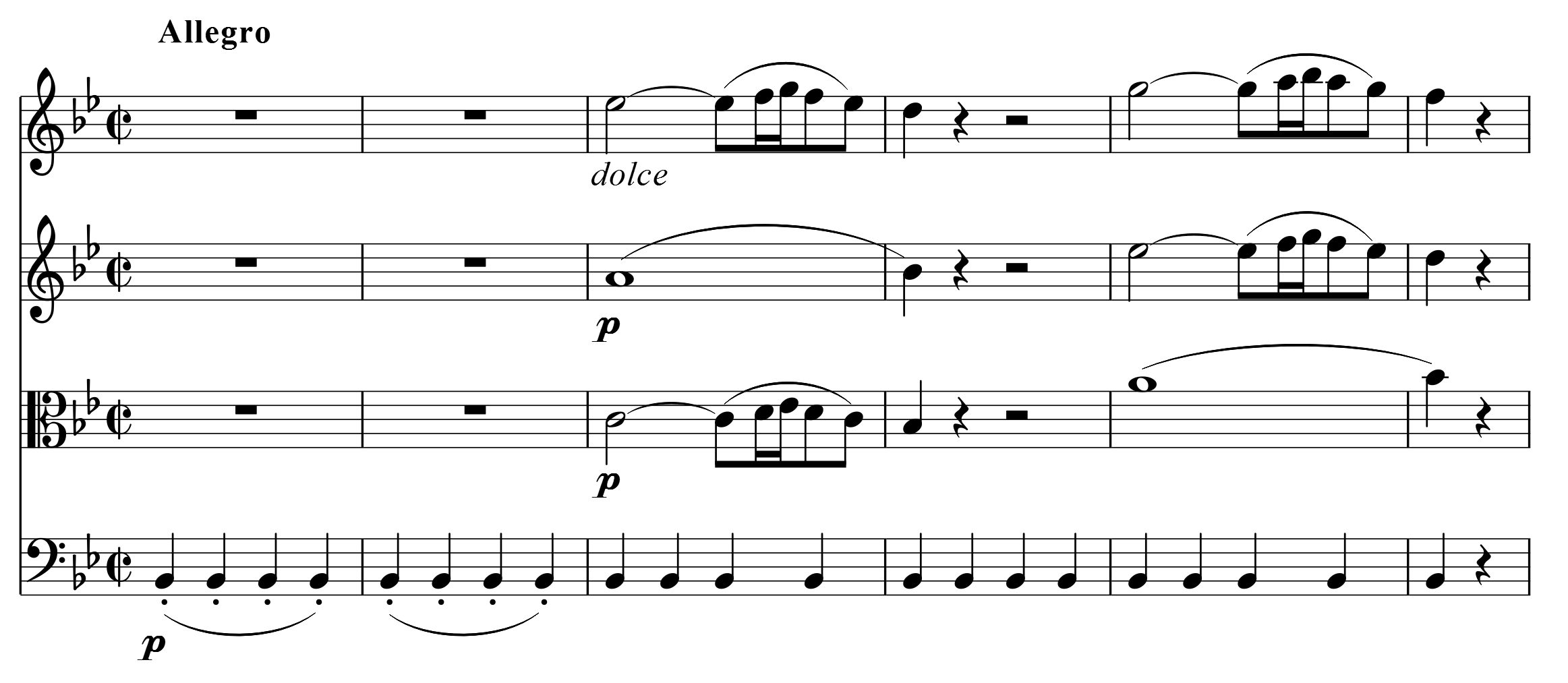
Vài ô nhịp mở đầu của chương 1

Chương đầu tiên được sáng tác trong nhịp phổ biến (2
2). Giai điệu bắt đầu với cây cello độc tấu tám nốt đầu tiên trên âm chủ là Si giáng. Phải đến ô nhịp thứ 3 thì vĩ cầm và viola mới vào giai điệu. Tám nốt nhạc nổi bật của cello không chỉ đóng vai trò là một lời giới thiệu. 8 nốt nhạc đó xuất hiện trở lại ở những thời điểm quan trọng trong suốt chương, bao gồm cả ở phần đầu của phần phát triển và phần tóm tắt lại, chứng tỏ rằng đó là một phần của giai điệu chủ đề cụ thể của chương. Giai điệu theo sau tám nốt của cello bắt chước bản Sonata cho vĩ cầm K.454 của Mozart, và cũng được bản Tứ tấu đàn dây số 1 (Op. 18, số 1) của Beethoven bắt chước lại.
Chương hai được sáng tác ở cung Mi giáng trưởng và dạng strophic, với sự khẳng định từ một chủ đề, theo sau là ba biến thể (thứ hai trong số biến thể đó ở Mi giáng thứ) và một coda. Haydn đã sử dụng một sáng tác tương tự cho chương chậm của tứ tấu số 4 của bộ Opus 20. Vào năm 1793, nhà thơ Gabriele von Baumberg đã chuyển chủ đề của chương này sang dạng văn bản để khắc lên một tượng đài tôn vinh Haydn ở quê nhà Rohrau, Áo của nhà soạn nhạc.
Chương thứ ba, dạng minuet và trio, có các yếu tố thúc đẩy trở lại hai chương trước đó. Trong phần trio, Haydn sử dụng các nghịch phách phá nhịp và sforzando ở nhịp phân đôi, nếu không sẽ trở thành nhịp phân ba theo thông thường.
Chương thứ tư được viết ở dạng sonata nhưng lại có các đặc điểm của rondo. Trong một ví dụ, giai điệu thường kéo về với âm chủ ở cuối phần tóm tắt và coda xuất hiện, sau đó là hai ô nhịp im lặng hoàn toàn, tạo ra cảm tưởng về sự kết thúc. Tuy nhiên, chủ đề chính sau đó đã vang lên trở lại, và cái kết thực sự cho tác phẩm thuộc khoảng 20 ô nhịp sau đó.

## Opus 50, số 2
Bản tứ tấu thứ hai được viết ở cung Đô trưởng, và được đánh số III/45 trong danh mục Hoboken. Bốn chương bao gồm:
1. Vivace
2. Adagio cantabile
3. Menuetto: Allegretto
4. Finale: Vivace assai

Chương đầu tiên được viết trong nhịp 3
4, cho đến nay vốn không phổ biến trong số các chương mở đầu của Haydn. Trong chương này, Haydn rời khỏi cách tiếp cận đơn điệu đặc trưng cho nhiều chương dạng sonata khác của ông trong bộ tác phẩm. Ông trình bày hai chủ đề khác biệt rõ ràng: chủ đề thứ nhất về âm chủ và chủ đề thứ hai về âm át trưởng của Đô trưởng là Sol trưởng.
Chương thứ hai được sáng tác ở cung Fa trưởng và được giới thiệu là "adagio cantabile". Chương nhạc bắt đầu bằng giai điệu thể hiện chủ đề chính của vĩ cầm 2, trước khi được cất lên bởi cây vĩ cầm số 1 ở ô nhịp thứ 9. Vĩ cầm 1 được thể hiện loạt giai điệu có quãng cao hơn trong phần trung tâm của chương nhạc cũng như một đoạn độc tấu phức tạp ở cuối chương. Đoạn giữa của chương nhạc cũng có một đoạn dài năm ô nhịp gồm mười sáu nốt dành cho đàn cello, được cho là phần sáng tác đặc biệt cho phần cello.
Sau khi ô nhịp mở đầu của phần minuet là một nhịp lấy đà, một hợp âm ba đảo của Đô trưởng (Sol – Mi – Đô) do vĩ cầm 1 chơi sẽ vang lên. Phần trio sau đó tiếp tục với một hợp âm nguyên thể (Đô – Mi – Sol) do vĩ cầm 2 chơi.
Chương cuối được sáng tác dưới dạng sonata. Chương này có những phát triển đáng kể của một mô-típ nhạc đơn giản và có giai điệu hồi đáp rõ rệt giữa bốn nhạc cụ. Chương cuối cũng chứa âm sắc chromatic xen kẽ, một đặc điểm liên kết bốn chương của tác phẩm. Nhà âm nhạc học W. Dean Sutcliffe chỉ ra sự lặp lại của âm chủ Đô thăng trong mỗi chương, được sử dụng vào những thời điểm khác nhau để tạo ra quãng nghịch, để chuyển hướng ra khỏi âm chủ, hoặc, như trong trường hợp của chương cuối, như một phương thức cho nét chấm phá.

## Opus 50, số 3
Bản tứ tấu thứ 3 được viết ở cung Mi giáng trưởng và được đánh số thú tự III/46 trong danh mục Hoboken. Bốn chương bao gồm:
1. Allegro con brio
2. Andante più tosto allegretto
3. Menuetto: Allegretto
4. Finale: Presto

Bản tứ tấu thứ 3 này có sự ngắn gọn hơn khi xét về thời lượng và sự phong phú của chủ đề được trình diễn, và cũng có thang âm hẹp hơn trong bốn phần trình diễn. Chương đầu tiên được viết ở nhịp 6
8 và hình thức sonata đơn điệu. Phần phát triển và tóm tắt của chủ đề là một ví dụ về những trò đùa âm nhạc của Haydn. Trong trường hợp này, ông mày mò với hình thức sonata của chương bằng cách tham khảo một biến thể trong lịch sử. Phần tóm tắt chỉ bắt đầu khi trình bày đoạn nhạc thứ hai của chủ đề chương, nằm ở phần chủ âm. Đây có thể là một kỹ thuật phổ biến trước đó trong âm nhạc thế kỷ 18, nhưng trong trường hợp này có thể gây nhầm lẫn cho người nghe khi không biết tìm kiếm câu trình bày đoạn nhạc đầu tiên của chủ đề trong chủ âm. Mãi cho đến 27 ô nhịp sau đó, người nghe mới được trình bày lại một đoạn nhạc được nhấn mạnh hơn, đó thực sự là một coda. Câu coda trình bày chủ đề chính trong chủ âm mà người nghe có thể đã chờ đợi, và điều đó xảy ra 2 sau ô nhịp lặng.
Chương hai được viết ở nhịp chậm Andante và cung Si giáng trưởng. Hình thức của chương hai dường như không thể xác định được. Chương này bao gồm các yếu tố của một chủ đề và các biến thể, nhưng cũng có các đặc điểm của cả ternary và rondo. Không giống như một chương có chủ đề và biến thể thông thường, chương này có biến thể âm giai thứ được đặt ngay sau câu hoàn chỉnh của chủ đề. Thông thường, biến thể âm giai thứ sẽ được thể hiện ở cuối chương. Biến thể thứ hai liên quan rất ít đến biến thể hiện thời, và gần giống với một câu xác định lại chủ đề sẽ thường thấy ở dạng ternary hoặc rondo. Cũng không giống thường lệ, các biến thể thứ hai và thứ ba được gọi là biến thể được phân tách bằng một đoạn nhạc dạng tự do dài 8 ô nhịp. Cây cello đóng một vai trò nổi bật trong suốt chương, còn viola thì được thay thế làm phần đệm cho âm trầm. Cello cũng trình bày chủ đề mở đầu của chương.
Tuy có sự liên kết chặt chẽ, nhưng vẫn có ngoại lệ nhỏ trong bản tứ tấu này nằm ở phần minuet. Nửa đầu của phần minuet là 12 ô nhịp theo quy chuẩn, nhưng nửa sau là 44 ô nhịp bất quy tắc và đi sâu vào các giọng có dấu giáng. Phần trio lặp lại chương đầu tiên và thứ tư bằng cách bắt đầu với một nhịp lấy đà ở nốt Si giáng đến Mi giáng.
Chương cuối hoàn thiện tính liên kết của tác phẩm với chủ đề gần giống chủ đề của chương thứ nhất, minuet và phần trio. Chương này kém phong phú nhất trong tất cả các chương: câu trình bày và phát triển chủ đề bắt đầu với những đoạn gần giống nhau và kết lại theo cùng một cách.

## Opus 50, số 4
Bản tứ tấu thứ tư được viết ở cung Fa thăng thứ và được đánh số III/47 trong danh mục Hoboken. Bốn chương bao gồm:
1. Allegro spiritoso
2. Andante
3. Menuetto: Poco allegretto
4. Finale: Fuga, allegro molto

Đây là bản tứ tấu duy nhất trong bộ tác phẩm được sáng tác ở giọng thứ. Haydn sử dụng giọng Fa thăng thứ làm giọng chủ chỉ trong ba tác phẩm nổi tiếng của mình: bản này, bản giao hưởng số 45 ("từ biệt") và tam tấu piano số 40 (Hob. XV / 26).
Giai điệu tuyên bố đầu tiên của chương đầu tiên bắt đầu trong giọng chủ Fa thăng thứ, trước khi có sự điều chỉnh sang giọng song song là La trưởng. Sau một phần phát triển tương đối dài, phần tổng hợp lại cả hai đến và kết thúc ở giọng chính Fa thăng thứ. Sutcliffe đã lập luận rằng một kết thúc hời hợt mang giọng trưởng ở cuối chương không phải là một "kết thúc sáng màu" mà là một "kết thúc trầy trật" mở đường cho phần còn lại của bản tứ tấu, trong đó chương cuối cùng kết thúc bằng một giọng thứ.
Chương thứ hai tiếp tục sự trộn lẫn hỗn loạn giữa giọng trưởng và thứ bao trùm toàn bộ chương. Chương này Haydn đã sử dụng thủ pháp biến thể kép, với chủ đề đầu tiên trong giọng La trưởng và chủ đề thứ hai là La thứ. Một lần nữa chương kết thúc đột ngột với một hợp âm La trưởng.
Mối quan hệ giữa hai giọng của phần minuet (Fa thăng trưởng) và trio (Fa thăng thứ) ở chương ba tiếp tục đẩy sự căng thẳng tổng thể giữa giọng trưởng và thứ. Minuet có một sự thay đổi hài hòa đáng kinh ngạc: nửa sau nó đột ngột bị ngắt quãng bởi một hợp âm Rê trưởng fortissimo, cách xa giọng chủ, trước khi một đoạn âm sắc dẫn trở lại giọng át trưởng Đô thăng trưởng. Phần trio được liên kết với phần minuet bởi sự tương đồng nhịp nhàng của các mô-típ mở đầu giai điệu.
Chương cuối là một tẩu pháp được xây dựng dựa trên các mô-típ được trình bày trong ba chương trước đó. Nhà âm nhạc học Donald Tovey, viết vào năm 1929, đã mô tả điệu tẩu pháp này là "buồn thảm" trên âm giai của Bộ tứ tấu đàn dây số 14 (Op. 131) của Beethoven, mặc dù Sutcliffe lập luận rằng chương nhạc ánh lên "sự căng thẳng và khó chịu" hơn là buồn thảm.

## Opus 50, số 5 ("Giấc mơ")
Bản tứ tấu thứ năm được viết ở giọng Fa trưởng và được đánh số III/48 trong danh mục Hoboken. Bốn chương bao gồm:
1. Allegro moderato
2. Poco adagio
3. Tempo di Menuetto: Allegretto
4. Finale: Vivace

Với nhịp phổ biến 2
4, xung nhịp xảy ra trên tám nốt và nhịp độ "allegro moderato", nhịp của chương đầu tiên là một sự trở lại với phong cách mở đầu trước đó và đơn giản hơn. Chương nhạc bắt đầu với một đoạn song tấu giữa hai vĩ cầm, trước khi chủ đề thứ hai liên quan đến các đoạn giai điệu nhanh lẹ ở trùm 6 nốt. Chương nhạc tiếp tục thể hiện cuộc đối tấu có kết cấu tinh tế giữa vĩ cầm, viola và cello mà không được dứt điểm cho đến khi coda xuất hiện.
Chương thứ hai viết ở giọng Si giáng trưởng, gồm hai phần: phần trình bày và phần tóm tắt lại. Vĩ cầm 1 đóng vai trò chủ đạo xuyên suốt, mặc dù chương nhạc được đặc trưng bởi các kết cấu phong phú giữa bốn phần nhạc cụ được tạo ra bởi các thủ pháp tổng hợp, chẳng hạn như chuyển động trái ngược. Chính chương này đã mang lại cho Op. 50, số 5 biệt danh là "Der Traum", hoặc "The Dream" (tạm dịch là "Giấc mơ").
Phần minuet của bộ tứ tấu này được viết ở giọng Fa trưởng, nhưng phải đến nửa sau của chương nhạc thì một hợp âm mạnh mẽ mới xuất hiện. Một lần nữa trong số những phần minuet của bộ Opus 50, Haydn lại đảo lộn những hòa âm truyền thống. Haydn cũng xử lý một cách lơ đãng với nhịp điệu ở phần cuối minuet: giai điệu di chuyển vào và kết thúc trong nhịp đôi, vốn là mở đầu với nhịp ba. Đối với phần trio, chủ đề của trio cũng gần như giống với chủ đề của minuet, mặc dù được viết ở một giọng thứ và được chơi bởi cả bốn nhạc cụ cùng một lúc.
Sutcliffe gọi chương cuối là "một chương nhạc đáng thất vọng" của bộ tứ tấu Opus 50 khi ông cho rằng chương này "quá đơn giản về mặt cấu trúc", thiếu "kỹ thuật chuyên sâu", và có thể là tác phẩm được sáng tác khi nhà soạn nhạc đang vội vàng hoàn thành để kịp với tiến độ xuất bản toàn bộ bản tứ tấu.

## Opus 50, số 6 ("Con ếch")
Bộ tứ tấu thứ sáu được viết ở cung Rê trưởng và được đánh số III/49 trong danh mục Hoboken. Bốn chương bao gồm:
1. Allegro
2. Poco adagio
3. Menuetto: Allegretto
4. Finale: Allegro con spirito

Lựa chọn của Haydn về bản tứ tấu này là giọng Rê trưởng, với chương thứ hai ở giọng Rê thứ nhằm tối ưu hóa việc điều chỉnh âm vực và cho phép bộ tứ tấu trở nên lớn nhất và hoành tráng nhất trong bộ Opus 50. Chương đầu tiên mở ra một cách kỳ lạ: vĩ cầm 1 bắt đầu bằng nốt Mi và tiến hành chơi một cụm 4 ô nhịp kết thúc bằng hợp âm Rê trưởng. Việc sử dụng ô nhịp kết thúc để bắt đầu chương là điểm đầu tiên trong số những lộn xộn của chương nhạc. Phần tuyên bố chủ đề giữ nhịp tới giọng át trưởng cho đến khi phần tuyên bố chủ đề kết thúc. Và bản thân chương một có phần kết thúc tạm bằng âm sắc pianissimo đóng vai trò như một liên kết với chương hai giọng Rê thứ hơn là một cái kết thích hợp.
Chương hai được viết ở nhịp điệu Adagio ở thể sonata và chỉ trình bày một chủ đề duy nhất. Trong khi phần trình bày được điều chỉnh thành một phần khẳng định lại chủ đề ở giọng Fa trưởng, thì phần tóm tắt lại là cung Rê trưởng. Chương nhạc kết thúc bằng âm nhạc pianissimo, với một segue (một phương hướng rõ ràng do Haydn đưa ra để tránh việc tạm dừng quá lâu giữa các chương) cho phần minuet ở giọng trưởng.
Phần minuet này là phần minuet ngắn nhất trong số những bản tứ tấu còn lại của Opus 50, nhưng phần trio lại có đoạn thứ hai dài bất thường, trong đó chương nhạc sử dụng giai điệu kéo giãn, dấu mắt ngỗng và một cặp 2 ô nhịp nghỉ để tạo ra cảm giác kéo dài thời gian. Cả hai phần minuet và trio đều không đạt được một cái kết thích hợp, và trong đó chúng tiếp tục một đặc điểm của hai chương đầu tiên. minuet kết thúc bằng một đoạn nhắc lại chủ đề chính một cách đại khái và trio rút ra nhịp cuối cùng với một đoạn nhạc có màu sắc được ghi là "diminuendo". Một lần nữa, Haydn củng cố sự liên kết giữa các chương với một phương hướng rõ ràng cho người biểu diễn để có một sự phân biệt ngay lập tức từ đoạn nhắc lại chủ đề minuet đến chương cuối.
Chương cuối làm nổi bật lên sự vui tươi của Haydn. Hiệu ứng âm thanh chiếm ưu thế là bariolage, một kỹ thuật được nghe ví dụ như ở phần mở đầu: đầu tiên nghệ sĩ vĩ cầm chơi nốt la trên dây rê, sau đó cây vĩ nhanh chóng chơi luân phiên chơi nốt la bấm ngón với nốt la dây buông liền kề. Hiệu ứng dây buông kỳ lạ đã dẫn đến kết quả là một chuỗi âm vực có âm sắc khá khác biệt (to hơn, nhiều tiếng ù ù hơn) so với bấm ngón. Haydn đã sử dụng  hiệu ứng bariolage đồng loạt trong một số tác phẩm của mình (chẳng hạn như Bản giao hưởng số 45 "từ biệt"), nhưng không tác phẩm nào lại được sử dụng một cách nhấn mạnh, ám ảnh như chương cuối bản tứ tấu số 6 này. Âm thanh của hiệu ứng hòa âm bariolage đồng loạt đã khiến một số người nghe liên tưởng đến một con ếch kêu oạp oạp, đó là lý do khiến bản tứ tấu này mang lại biệt danh "con ếch". Nhưng chương nhạc không đơn thuần chỉ là một trò đùa thính giác. Chương nhạc chứa các liên kết chủ đề quan trọng với các chương trước đó, ngoài sự phân biệt rõ ràng giữa các chương còn dẫn đến bậc quan trọng trong một tuần hoàn âm nhạc trọn vẹn. Mối liên hệ chủ đề quan trọng nhất là phần mở đầu của chương 1 xuất hiện lại trong chương cuối ở dạng được sửa đổi: chủ đề này không đứng một mình nữa, mà là phần thứ hai của đoạn nhạc tám ô nhịp tạo thành chủ đề phụ của chương. Được trình bày trong bối cảnh này, sự mơ hồ vốn có trong chương đầu tiên đã được giải quyết.